# Hiram Cronk
Hiram Cronk (Frankfort Town, 29 aprile 1800 – Ava, 13 maggio 1905) è stato un militare statunitense, ultimo superstite della guerra anglo-americana del 1812 al momento della sua morte.

## Biografia
Nato nel quartiere di Frankfort Town a New York, Cronk si arruolò nelle truppe statunitensi con il padre e due fratelli il 4 agosto 1814.
Combatte con i New York Volonteers nella difesa di Sackett's Harbor e fu congedato il 16 novembre 1814.
Dopo la guerra lavorò come calzolaio e sposò Mary Thornton, da cui ebbe sette figli, nel 1825.
Morì ad Ava ed il suo corpo fu esposto nella New York City Hall, dove fu visitato da circa 25.000 persone. Fu poi sepolto nel Cypress Hill Cemetery a Brooklyn.